# Indische Cricket-Nationalmannschaft in Australien in der Saison 2020/21
Die Tour der indischen Cricket-Nationalmannschaft nach Australien in der Saison 2020/21 fand vom 27. November 2020 bis zum 19. Januar 2021 statt. Die internationale Cricket-Tour war Bestandteil der Internationalen Cricket-Saison 2020/21 und umfasste vier Tests, drei ODIs und drei Twenty20s. Die Tests waren Teil der ICC World Test Championship 2019–2021 und die ODIs Teil der ICC Cricket World Cup Super League 2020–2023. Indien gewann die Test- und Twenty20-Serie jeweils mit 2–1, Australien die ODI-Serie mit 2–1.

## Vorgeschichte
Für beide Mannschaften ist es die erste Tour der Saison. Das letzte Aufeinandertreffen der beiden Mannschaften bei einer Tour fand in der Saison 2019/20 in Indien statt.

## Stadien
Die folgenden Stadien wurden für die Tour als Austragungsort vorgesehen und am 22. Oktober 2020 festgelegt.
| Stadion                  | Stadt     | Kapazität | Spiele                            |
| ------------------------ | --------- | --------- | --------------------------------- |
| Adelaide Oval            | Adelaide  | 53.583    | 1. Test                           |
| The Gabba                | Brisbane  | 42.000    | 4. Test                           |
| Manuka Oval              | Canberra  | 12.000    | 3. ODI; 1. T20                    |
| Melbourne Cricket Ground | Melbourne | 100.024   | 2. Test                           |
| Sydney Cricket Ground    | Sydney    | 48.000    | 3. Test; 1. & 2. ODI; 2. & 3. T20 |

## Kaderlisten
Indien benannte seine Limited-Overs-Kader am 26. Oktober 2020.
Australien benannte seine Limited-Overs-Kader am 29. Oktober 2020.
| Test | Test | ODI | ODI | Twenty20 | Twenty20 |
| Australien | Indien | Australien | Indien | Australien | Indien |
| --- | --- | --- | --- | --- | --- |
| - Tim Paine (K, wk) - Pat Cummins (VK) - Sean Abbott - Joe Burns - Cameron Green - Marcus Harris - Josh Hazlewood - Travis Head - Moises Henriques - Marnus Labuschagne - Nathan Lyon - Michael Neser - James Pattinson - Will Pucovski - Steve Smith - Mitchell Starc - Mitchell Swepson - Matthew Wade (wk) - David Warner | - Virat Kohli (K) - Ajinkya Rahane (VK) - Rohit Sharma (VK) - Mayank Agarwal - Ravichandran Ashwin - Jasprit Bumrah - Shubman Gill - Ravindra Jadeja - T. Natarajan - Rishabh Pant (wk) - Cheteshwar Pujara - KL Rahul - Wriddhiman Saha (wk) - Navdeep Saini - Mohammed Shami - Prithvi Shaw - Mohammed Siraj - Washington Sundar - Shardul Thakur - Hanuma Vihari - Kuldeep Yadav - Umesh Yadav | - Aaron Finch (K) - Pat Cummins (VK) - Sean Abbott - Ashton Agar - Alex Carey (wk) - Cameron Green - Josh Hazlewood - Moises Henriques - Marnus Labuschagne - Glenn Maxwell - Daniel Sams - Kane Richardson - Steve Smith - Mitchell Starc - Marcus Stoinis - Andrew Tye - Matthew Wade - David Warner - Adam Zampa | - Virat Kohli (K) - KL Rahul (VK, wk) - Mayank Agarwal - Jasprit Bumrah - Yuzvendra Chahal - Shikhar Dhawan - Shubman Gill - Shreyas Iyer - Ravindra Jadeja - T. Natarajan - Manish Pandey - Hardik Pandya - Navdeep Saini - Sanju Samson (wk) - Mohammed Shami - Shardul Thakur - Kuldeep Yadav | - Aaron Finch (K) - Pat Cummins (VK) - Sean Abbott - Ashton Agar - Alex Carey (wk) - Cameron Green - Josh Hazlewood - Moises Henriques - Marnus Labuschagne - Nathan Lyon - Glenn Maxwell - Daniel Sams - Kane Richardson - D'Arcy Short - Steve Smith - Mitchell Starc - Marcus Stoinis - Mitchell Swepson - Andrew Tye - Matthew Wade - David Warner - Adam Zampa | - Virat Kohli (K) - KL Rahul (VK, wk) - Mayank Agarwal - Jasprit Bumrah - Yuzvendra Chahal - Deepak Chahar - Varun Chakravarthy - Shikhar Dhawan - Shreyas Iyer - Ravindra Jadeja - T. Natarajan - Manish Pandey - Hardik Pandya - Navdeep Saini - Sanju Samson (wk) - Mohammed Shami - Washington Sundar - Shardul Thakur |

## Tour Matches
| 6. – 8. Dezember Scorecard | Sydney (DO) | Australia A 247-9d (93) & 189-9d (61) | – | India A 306-9d (95) & 52-1 (15) |
|                            |             | Remis                                 |   |                                 |

| 11. – 13. Dezember Scorecard | Sydney (SCG) | India A 194 (48.3) & 386-4d (90) | – | Australia A 108 (32.2) & 307-4 (75) |
|                              |              | Remis                            |   |                                     |

## One-Day Internationals

### Erstes ODI in Sydney
| 27. November Scorecard | Sydney | Australien 374-6 (50)          | – | Indien 308-8 (50) |
|                        |        | Australien gewinnt mit 66 Runs |   |                   |

Australien gewann den Münzwurf und entschied sich als Schlagmannschaft zu beginnen. Die Eröffnungs-Batsmen der Australier konnten, David Warner und Aaron Finch, konnten sich etablieren. Warner erzielte bis zu seinem Ausscheiden im 28. Over ein Half-Century über 69 Runs, während Finch nun das Spiel mit Steve Smith fortsetzte. Finch schied im 40. Over it einem Century über 114 Runs in 124 Bällen aus. Smith fand mit Glenn Maxwell einen neuen Partner, der 45 Runs erzielte. Als Smith im letzten Over ausschied, hatte er ein Century über 105 Runs in 66 Bällen erzielt. Bester indischer Bowler war Mohammed Shami mit 3 Wickets für 59 Runs. In ihrer Antwort konnte sich für Indien zunächst nur Shikhar Dhawan etablieren. Mayank Agarwal (22 Runs), Virat Kohli (21 Runs) und KL Rahul hatten jeweils nur kurze Einsätze. Nach dem Ausscheiden von Rahul konnte Dhawan zusammen mit Hardik Pandya das Spiel der Inder stabilisieren. Zusammen erzielten sie ein Partnership von 128 Runs und als Dhawan nach 74 Runs im 35. Over ausschied, hatte Indien einen Stand von 229/5 erreicht. Aber auch Pandya verlor im 39. Over nach 90 Runs sein Wicket und die verbliebenen Batsmen um Ravindra Jadeja (25 Runs) und Navdeep Saini (29 Runs) waren nicht in der Lage die Vorgabe der Australier einzuholen. Beste Bowler der Australier waren Adam Zampa mit 4 Wickets für 54 Runs und Josh Hazlewood mit 3 Wickets für 55 Runs. Als Spieler des Spiels wurde Steve Smith ausgezeichnet.

### Zweites ODI in Sydney
| 29. November Scorecard | Sydney | Australien 389-4 (50)          | – | Indien 338-9 (9) |
|                        |        | Australien gewinnt mit 51 Runs |   |                  |

Australien gewann den Münzwurf und entschied sich als Schlagmannschaft zu beginnen. Wieder konnten sich die Eröffnungs-Schlagmänner der Australier etablieren. Kapitän Aaron Finch erzielte bis zum 23. Over 60 Runs und David Warner bis zum 26. Over 83 Runs. Ihnen folgte Stephen Smith, der mit 104 Runs in 66 Bällen ein weiteres Century erzielte und durch Marnus Labuschagne der 70 Runs erzielte begleitet wurde. Nachdem Smith ausgeschieden war, konnte Glenn Maxwell in 29 Bällen 63* Runs erzielen und somit die Vorgabe für Indien auf 389 Runs erhöhen. Für Indien erzielten drei Bowler jeweils ein Wicket. Indien tat sich abermals schwer mit der Jagd. Shikhar Dhawan und Mayank Agarwal konnten bis zu ihrem Ausscheiden 30 bzw. 28 Runs erzielen. Es war Kapitän Virat Kohli der sich etablieren konnte und durch Shreyas Iyer (38 Runs) unterstützt wurde. Nach Iyer etablierte sich KL Rahul, der mit 76 Runs und Kohli mit 89 Runs Indien im Spiel hielten. Den verbliebenen Batsman um Hardik Pandya (28 Runs) und Ravindra Jadeja (24 Runs) gelang es jedoch nicht die Vorgabe der Australier einzuholen. Bester Australischer Bowler war Pat Cummins mit 3 Wickets in 67 Bällen. Als Spieler des Spiels wurde Steve Smith ausgezeichnet.

### Drittes ODI in Canberra
| 2. Dezember Scorecard | Sydney | Indien 302-5 (50)          | – | Australien 289 (49.3) |
|                       |        | Indien gewinnt mit 13 Runs |   |                       |

Indien gewann den Münzwurf und entschied sich als Schlagmannschaft zu beginnen. Das indische Innings begann mit einem Verlust des Wickets von Shikhar Dhawan (16 Runs) im 6. Over, nachdem sich Virat Kohli etablieren konnte. Mit Unterstützung von Shubman Gill (33 Runs) und Shreyas Iyer (19 Runs) hatte er 63 Runs erzielt als er im 32. Over ausschied. Ihm folgten Hardik Pandya und Ravindra Jadeja, die zusammen das Innings mit einem ungeschlagenen Partnership von 150* Runs beendeten, wobei Pandya 92 Runs und Jadeja 66 Runs erzielte. Bester Bowler für Australien war Ashton Agar mit 2 Wickets für 44 Runs. Australien verlor früh die Wickets von Marnus Labuschagne (6. Over) und Steve Smith (12. Over) für jeweils 7 Runs. Es war Kapitän Aaron Finch der sich mit etablieren konnte und 75 Runs erzielte und dabei von Moises Henriques mit 22 Runs unterstützt wurde. Ihnen folgten Cameron Green mit 21 Runs und Alex Carey mit 38 Runs, bevor Glenn Maxwell noch einmal die Schlagrate erhöhte und 59 Runs erzielte. Ashton Agar war der letzte australische Batsman der mit 28 Runs einen Beitrag leisten konnte, jedoch fehlte den Australien zum Ende 13 Runs um das Spiel für sich zu entscheiden. Bester Bowler der indischen Mannschaft war Shardul Thakur mit 3 Wickets für 51 Runs. Als Spieler des Spiels wurde Hardik Pandya ausgezeichnet.

## Twenty20 Internationals

### Erstes Twenty20 in Canberra
| 4. Dezember Scorecard | Canberra | Indien 161-7 (20)          | – | Australien 150-7 (20) |
|                       |          | Indien gewinnt mit 11 Runs |   |                       |

Australien gewann den Münzwurf und entschied sich als Feldmannschaft zu beginnen. Für Indien konnte sich zunächst KL Rahul etablieren, während nur Sanju Samson ihn mit 23 Runs für längere Zeit begleiten konnte. Rahul schied im 14. Over mit einem half-Century über 51 Runs aus und wurde durch Ravindra Jadeja abgelöst. Dieser erzielte 44* Runs und führte so Indien auf 161 Runs. Bester Bowler für Australien war Moises Henriques mit 3 Wickets für 22 Runs. Für Australien konnten die Eröffnungs-Schlagmänner D'Arcy Short und Aaron Finch jeweils 34 bzw. 35 Runs erzielen. Abseits davon war nur Moises Henriques mit 30 Runs in der Lage sich zu etablieren, jedoch waren entscheidende Wickets in den letzten Overn dafür verantwortlich, das Australien nicht in der Lage war die Vorgabe Indiens einzuholen. Bester Bowler für Indien waren Yuzvendra Chahal mit 3 Wickets für 25 Runs und T Natarajan mit 3 Wickets für 30 Runs. Dabei war vor allem der Einsatz von Chahal umstritten, der auch als Spieler des Spiels ausgezeichnet wurde, da er als Ersatz für den auf Grund des Verdachts einer Gehirnerschütterung im Ersten Innings von Ravindra Jadeja eingewechselt wurde.

### Zweites Twenty20 in Sydney
| 6. Dezember Scorecard | Sydney | Australien 194-5 (20)        | – | Indien 195-4 (19.4) |
|                       |        | Indien gewinnt mit 6 Wickets |   |                     |

Indien gewann den Münzwurf und entschied sich als Feldmannschaft zu beginnen. Zur Eröffnung der Australier konnte sich Kapitän Matthew Wade etablieren, der nach kurzer Zeit von Steve Smith begleitet wurde. Wade schied nach einem Half-Century über 58 Runs aus und wurde durch Glenn Maxwell abgelöst, der 22 Runs erzielte. Für ihn kam Moises Henriques ins Spiel und nach dem Smith im 18. Over nach 46 Runs sein Wicket verlor, schied Henriques im folgenden Over nach 26 Runs aus. Die verbliebenen Batsman brachten Australien auf ein Ergebnis von 194 Runs. Bester indischer Bowler war T Natarajan mit 2 Wickets für 20 Runs. Für Indien konnten die Eröffnungs-Schlagmänner KL Rahul (30 Runs) und Shikar Dhawan (52 Runs) ihr Team auf den Weg bringen. 40 Runs von Virat Kohli und 42* Runs von Hardik Pandya waren ausreichend um die Vorlage der Australier zwei Bälle vor Schluss einzuholen. Für Australien erzielten vier Bowler jeweils 1 Wicket. Als Spieler des Spiels wurde Hardik Pandya ausgezeichnet.

### Drittes Twenty20 in Sydney
| 8. Dezember Scorecard | Sydney | Australien 186-5 (20)          | – | Indien 174-7 (20) |
|                       |        | Australien gewinnt mit 12 Runs |   |                   |

Indien gewann den Münzwurf und entschied sich als Feldmannschaft zu beginnen. Für Australien konnte Matthew Wade sich etablieren und wurde unter anderem von Steve Smith mit 24 Runs begleitet. Ihm folgte Glenn Maxwell und nachdem Wade im vorletzten Over nach 80 Runs ausschied, folgte ihm Maxwell im letzten Over mit 54 Runs. So kam Australien insgesamt auf 186 Runs. Bester Bowler der indischen Mannschaft war Washington Sundar mit 2 Wickets für 34 Runs. Für Indien waren es Shikhar Dhawan und Virat Kohli die die Mannschaft eine Möglichkeit gaben die Vorgabe zu erreichen. Dhawan schied im 9. Over nach 28 Runs aus und so war es Hardik Pandya der Kohli mit 20 Runs noch unterstützen konnte. Kohli schied im vorletzten Over nach 85 Runs aus und der ihm folgende Shardul Thakur konnte zwar noch 17* Runs erzielen, was jedoch nicht reichte, um die Vorgabe der Australier einzuholen. Bester Bowler der Australier war Mitchell Swepson mit 3 Wickets für 23 Runs, der auch als Spieler des Spiels ausgezeichnet wurde.

## Tests

### Erster Test in Adelaide
| 17. – 21. Dezember Scorecard | Adelaide | Indien 244 (93.1) & 36 (21.2)   | – | Australien 191 (72.1) & 93-2 (21) |
|                              |          | Australien gewann mit 8 Wickets |   |                                   |

Indien gewann den Münzwurf und entschied sich als Schlagmannschaft zu beginnen. Indien verlor seine beiden Eröffnungs-Schlagmänner beim Stand von 32/2 im 19. Over, bevor Virat Kohli das Innings stabilisierte. So konnte er mit Cheteshwar Pujara eine Partnerschaft über 68 Runs erzielen, und als dieser nach 43 Runs sein Wicket verlor, erzielte Kohli mit Ajinkya Rahane eine Partnerschaft von 88 Runs. Kohli verlor im 77. Over nach 74 Runs durch ein Run Out sein Wicket, ebenso wie Rahane vier Ovr später nach 42 erzielten Runs. Bis zum Ende des Tages verlor Indien noch zwei weitere Wickets und beendete den Tag Beim Stand von 233/6. Am zweiten Tag konnte Indien mit den verbliebenen vier Wickets in 19 Bällen nur noch 11 Runs erzielen und beendete somit das Innings mit 244 Runs. Die besten australischen Bowler waren Mitchell Starc mit 4 Wickets für 53 Runs und Pat Cummins mit 3 Wickets für 48 Runs. Im australischen Innings verloren die Eröffnungs-Batsmen Matthew Wade und Joe Burns nach jeweils 8 Runs ihre Wickets. Marnus Labuschagne war der erste, der sich etablieren konnte, wobei seine Partner zunächst jedoch früh ausschieden. Erst Kapitän Tim Paine gelang es ebenfalls sich zu halten, hatte jedoch, nachdem Labuschagne nach 47 Runs beim Stand von 111/7 ausschied, einen hohen Rückstand aufzuholen. Ihm gelangen 73* Runs, während seine Partner jeweils früh ausschieden und beendete so das Innings und den Tag mit einem Rückstand von 62 Runs. Beste Bowler für Indien waren Ravichandran Ashwin mit 4 Wickets für 55 Runs und Umesh Yadav mit 3 Wickets für 40 Runs. Am dritten Tag erlebte Indien ein Desaster. Keiner der Batsman konnte eine zweistellige Zahl an Runs erzielen und so konnten sie in 22. Overn nur 36 Runs erzielen. Ihr letztes Wicket verloren sie, nachdem Mohammed Shami am Arm getroffen wurde und so verletzt ausscheiden musste. Dies war die geringste Run-Zahl die Indien je in einem Test-Innings erzielte und die geringste Runzahl eines Teams seit Neuseeland im Jahr 1955 nur 26 Runs erzielte. Beste Bowler waren Josh Hazlewood mit 5 Wickets für 8 Runs und Pat Cummins mit 4 Wickets für 21 Runs. Australien musste damit nur 90 Runs für einen Sieg erzielen, was ihnen innerhalb von 21 Overn gelang. Eröffnungs-Schlagmänner Matthew Wade und Joe Burns erzielten eine Partnerschaft über 70 Runs und nachdem Wade nach 33 Runs sein Wicket verlor, beendete Burns mit 51* Runs das Innings. Ravichandran Ashwin erzielte ein Wicket für Indien. Als Spieler des Spiels wurde Tim Paine ausgezeichnet.

### Zweiter Test in Melbourne
| 26. – 29. Dezember Scorecard | Melbourne | Australien 195 (72.3) & 200 (103.1) | – | Indien 326 (115.1) & 70-2 (15.5) |
|                              |           | Indien gewinnt mit 8 Wickets        |   |                                  |

Australien gewann den Münzwurf und entschied sich als Schlagmannschaft zu beginnen. Die australischen Eröffnungs-Schlagmänner schieden früh aus, wobei nur Matthew Wade 30 Runs erzielen konnte. Nachdem auch Steve Smith ohne Run ausgeschieden war, hatte Australien im 15. Over einen Stand von 38/3. Erst Marnus Labuschagne und Travis Head konnten das Innings stabilisieren. Mit einer Partnerschaft über 86 Runs uns erzielte Labuschagne 48 Runs und Head 38 Runs. Nachdem die beiden Schlagmänner ausschieden konnten die verbliebenen Schlagmänner von einem Stand von 134/5 zu 195 all out führen, wobei Nathan Lyon mit 20 Runs der erfolgreichste war. Erfolgreichste Bowler der indischen Mannschaft waren Jasprit Bumrah mit 4 Wickets für 56 Runs und Ravichandran Ashwin mit 3 Wickets für 35 Runs. Indien verlor in seiner Antwort früh das Wicket von Mayank Agarwal und beendete den Tag beim Stand von 36/1. Am zweiten Tag konnte Eröffnungs-Schlagmann Shubman Gill seine Run-Zahl bis zum Ausscheiden im 22. Over auf 45 Run erhöhen und wurde dann von Kapitän Ajinkya Rahane abgelöst. Dieser konnte, nachdem er von Hanuma Vihari (21 Runs) und Rishabh Pant (29 Runs) begleitet wurde, zusammen mit Ravindra Jadeja den Tag beim Stand von 277/5 beenden. Am dritten Tag verlor zunächst Rahane nach einem Century über 112 Runs in 223 Bällen sein Wicket, bevor Jadeja nach einem Half-Century über 57 Runs ausschied. Die verbliebenen Batsmen konnten keine bedeutenden Beiträge leisten und so beendete Indien ihr Wicket mit 326 Runs und einem Vorsprung von 131 Runs. Beste Bowler für Australien waren Nathan Lyon mit 3 Wickets für 72 Runs und Mitchell Starc mit 3 Wickets für 78 Runs. Australien verlor früh das Wicket von Joe Burns, jedoch konnte sich sein Eröffnungs-Partner Matthew Wade zunächst etablieren. Marnus Labuschagne erzielte 28 Runs, bevor Steve Smith abermals mit 8 Runs nur wenig beitragen konnte. Als Wade im 44. Over nach 40 Runs sein Wicket verlor, folgten zwei weitere Wickets innerhalb von einem Run und Australien stand bei 99/6. Cameron Green und Pat Cummins konnten dann den Tag beim Stand von 133/6 beenden. Am vierten Tag schied zunächst Cummins mit 22 Runs aus, bevor ihm Green mit 45 Runs folgte. Die verbliebenen Schlagmänner führten Australien zu 200 Runs und somit einer Vorgabe von 70 Runs für Indien. Bester Bowler für Indien war Mohammed Siraj mit 3 Wickets für 37 Runs. Indien verlor bis zum 6. Over 2 Wickets, konnte dann jedoch mit Shubman Gill (35* Runs) und Ajinkya Rahane (27* Runs) die Vorgabe im 16. Over erreichen. Mitchell Starc und Pat Cummins erzielten die Wickets für Australien. Als Spieler des Spiels wurde Ajinkya Rahane ausgezeichnet.

### Dritter Test in Sydney
| 7. – 11. Januar Scorecard | Sydney | Australien 338 (105.4) & 312-6d (87) | – | Indien 244 (100.4) & 334-5 (131) |
|                           |        | Remis                                |   |                                  |

Australien gewann den Münzwurf und entschied sich als Schlagmannschaft zu beginnen. Von den Eröffnungs-Schlagmännern der Australier konnte sich zunächst Will Pucovski etablieren, der ab dem vierten Over Marnus Labuschagne an der Seite hatte. Pucovski verlor nach 62 Runs sein Wicket und wurde durch Steve Smith ersetzt. Die ersten beiden Sessions des Tages waren von Regenfällen und dem Abtrocknen des Spielfeldes geprägt, so dass man nur 55 Over absolvieren konnte. Mit Labuschagne bei 67* Runs und Smith bei 31* Runs ging der Tag beim Stand von 166/2 zu Ende. Der zweite Tag hatte abermals mehrere Regenunterbrechungen. Labuschagne verlor nach 91 Runs sein Wicket und seine Nachfolgern gelang es nicht sich zu etablieren. Es war Smith der mit 131 Runs aus 226 Bällen ein Century erzielte und nach dessen Run Out war das Innings nach 338 Runs beendet. Bester indische Bowler war Ravindra Jadeja mit 4 Wickets für 62 Runs. Indien begann mit Rohit Scharma und Shubman Gill. Nachdem Sharma nach 26 Runs und Gill nach einem Fifty über 50 Runs ausgeschieden war, endete der Tag beim Stand von 96/2. Am dritten Tag konnte der hineingekommene Cheteshwar Pujara ebenfalls ein Fifty über 50 Runs erzielen, jedoch fiel es dem indischen Team schwer neue Partnerschaften zu etablieren. So erzielte Kapitän Ajinkya Rahane 22 Runs, Rishabh Rant 36 Runs und Ravindra Jadeja ungeschlagene 28* Runs, und kam so auf 244 Runs und somit einem Rückstand von 94 Runs. Bester australischer Bowler war Pat Cummins mit 4 Wickets für 29 Runs. Für Australien konnten sich, nachdem die Eröffnungs-Batsman in den ersten zehn Overn ausgeschieden waren Marnus Labuschagne und Steve Smith etablieren. Bis zum Tagesende beim Stand von 103/2 hatte Labuschagne 47* Runs und Smith 29* Runs. Beide konnten auch am vierten Tag lange im Spiel bleiben. Labuschagne erzielte 73 Runs und es war Cameron Green der sich in der Folge ebenfalls etablieren konnte. Smith verlor sein Wicket nach 81 Runs, was Kapitän Tim Paine ins Spiel brachte. Als Green mit 84 Runs sein Wicket verlor und Paine bei 39* Runs stand, deklarierte das australische Team das Innings beim Stand von 312/6 und machte damit Indien eine Vorgabe von 407 Runs für ihr zweites Innings. Beste indische Bowler waren Navdeep Saini mit 2 Wickets für 54 Runs und Ravichandran Ashwin mit 2 Wickets für 95 Runs. Die Eröffnungs-Schlagmänner der indischen Mannschaft Rohit Sharma (52 Run) und Shubman Gill (31 Runs) konnten ihr Team für weite Teile des verbliebenen Tages im Spiel halten. Der Tag endete beim Stand von 98/2. Der fünfte und letzte Tag war zunächst von Cheteshwar Pujara geprägt, der 77 Runs erzielte und zusammen mit Rishabh Pant, der 97 Runs erzielte Indien in eine gute Ausgangsposition brachte. Sie wurden gefolgt von Hanuma Vihari und Ravichandran Ashwin, denen es gelang mit 23* Runs in 161 Bällen für Vihari und 39* Runs in 128 Bällen für Ashwin den tag zu beenden und das Unentschieden zu sichern. Beste australische Bowler waren Josh Hazlewood mit 2 Wickets für 39 Runs und Nathan Lyon mit 2 Wickets für 114 Runs. Als Spieler des Spiels wurde Steve Smith ausgezeichnet.

### Vierter Test in Brisbane
| 15. – 19. Januar Scorecard | Brisbane | Australien 369 (115.2) & 318 (75.5) | – | Indien 336 (111.4) & 329-7 (97) |
|                            |          | Indien gewinnt mit 3 Wickets        |   |                                 |

Australien gewann den Münzwurf und entschied sich als Schlagmannschaft zu beginnen. Australien verlor früh seine Eröffnungs-Schlagmänner, bevor sich Marnus Labuschagne etablieren konnte. Er wurde von Steve Smith (36 Runs) und Matthew Wade (45 Runs) begleitet und erzielte letztendlich ein Century über 108 Runs in 204 Bällen. Die hineinkommenden Cameron Green und Tim Paine beendeten dann den ersten Tag beim Stand von 274/5. Am zweiten Tag konnte Paine sein Fifty über 50 Runs beenden und Green erzielte insgesamt 47 Runs. Mit weiteren Beiträgen der Lower Order gelang es Australien das Innings mit 369 Runs zu beenden. Beste Bowler für Indien mit jeweils 3 Wickets waren T Natarajan (78 Runs), Washington Sundar (89 Runs) und Shardul Thakur (94 Runs). Für Indien konnte Eröffnungs-Schlagmann Rohit Sharma 44 Runs erzielen, bevor der Tag vorzeitig auf Grund von Regenfällen zu Ende ging und Indien einen Stand von 62/2 hatte. Am dritten Tag konnten zahlreiche indische Batsman sich für längere Zeit am Schlag halten. Kapitän Ajinkya Rahane erzielte 37 Runs, Mayank Agarwal 38 Runs und Rishabh Pant 23 Runs. Es waren dann Washington Sunar und Shardul Thakur mit Half-Centuries über 62 bzw. 67 Runs Indien im Spiel hielten und dazu beitrugen, dass das indische Innings mit 336 Runs beendet wurde. Bester australischer Bowler war Josh Hazlewood mit 5 Wickets für 57 Runs. Ohne ein Wicket zu verlieren, beendete Australien mit 21/0 den Tag. Am vierten Tag konnten die Eröffnungs-Schlagmänner der Australier Marcus Harris 38 Runs und David Warner 48 Runs erzielten. Steve Smith erzielte daraufhin ein Half-Century über 55 Runs und Cameron Green erzielte 37 Runs. Das Innings endete mit 294 Runs und einer Vorgabe über 328 Runsfür die indische Mannschaft. Beste indische Bowler waren Mohammed Siraj mit 5 Wickets für 73 Runs und Shardul Thakur mit 4 Wickets für 61 Runs. Indien beendete den tag nach 2 Overn beim Stand von 4/0. Am fünften und letzten Tag konnte sich Eröffnungs-Schlagmann Shubman Gill etablieren. Dieser erzielte, teilweise begleitet durch Cheteshwar Pujara mit 56 Runs, 91 Runs. Als weiterer Batsman konnte sich Rishabh Pant etablieren, dem ungeschlagene 89* Runs gelangen und so Indien mit kleineren Beiträgen der verbliebenen Batsmen zum Sieg führten. Es war die erste Test-Niederlage Australiens in Brisbane nach 32 Jahren. Bester australischer Bowler war Pat Cummins mit 4 Wickets für 55 Runs. Als Spiel des Spiels wurde Rishabh Pant ausgezeichnet.

## Statistiken
Die folgenden Cricketstatistiken wurden bei dieser Tour erzielt.

### Tests
| Tests               | Tests      | Tests   | Tests   | Tests   | Tests   | Tests   | Tests   | Tests   |
| Batting             | Batting    | Batting | Batting | Batting | Batting | Batting | Batting | Batting |
| Spieler             | Mannschaft | Spiele  | Innings | Runs    | Average | HS      | 100s    | 50s     |
| ------------------- | ---------- | ------- | ------- | ------- | ------- | ------- | ------- | ------- |
| Marnus Labuschagne  | Australien | 4       | 8       | 426     | 53,25   | 108     | 1       | 2       |
| Steve Smith         | Australien | 4       | 8       | 313     | 44,71   | 131     | 1       | 2       |
| Cheteshwar Pujara   | Indien     | 4       | 8       | 271     | 33,87   | 77      | 0       | 3       |
| Rishabh Pant        | Indien     | 3       | 5       | 270     | 67,50   | 97      | 0       | 2       |
| Ajinkya Rahane      | Indien     | 4       | 8       | 268     | 38,28   | 112     | 1       | 0       |
| Bowling             |            |         |         |         |         |         |         |         |
| Spieler             | Mannschaft | Spiele  | Overs   | Wickets | Average | BBI     | 5W      | 10W     |
| Pat Cummins         | Australien | 4       | 162.1   | 21      | 20,04   | 4/21    | 0       | 0       |
| Josh Hazlewood      | Australien | 4       | 144.4   | 17      | 19,35   | 5/8     | 2       | 0       |
| Mohammad Siraj      | Indien     | 3       | 134.2   | 13      | 29,53   | 5/73    | 1       | 0       |
| Ravichandran Ashwin | Indien     | 3       | 134.1   | 12      | 28,83   | 4/55    | 0       | 0       |
| Jasprit Bumrah      | Indien     | 3       | 117.4   | 11      | 29,36   | 4/56    | 0       | 0       |
| Mitchell Starc      | Australien | 4       | 137.0   | 11      | 40,72   | 4/53    | 0       | 0       |

### One-Day Internationals
| Tests          | Tests      | Tests   | Tests   | Tests   | Tests   | Tests   | Tests   | Tests   |
| Batting        | Batting    | Batting | Batting | Batting | Batting | Batting | Batting | Batting |
| Spieler        | Mannschaft | Spiele  | Innings | Runs    | Average | HS      | 100s    | 50s     |
| -------------- | ---------- | ------- | ------- | ------- | ------- | ------- | ------- | ------- |
| Aaron Finch    | Australien | 3       | 3       | 249     | 90,54   | 114     | 1       | 2       |
| Steve Smith    | Australien | 3       | 3       | 216     | 148,96  | 105     | 2       | 0       |
| Hardik Pandya  | Indien     | 3       | 3       | 210     | 114,75  | 92*     | 0       | 2       |
| Virat Kohli    | Indien     | 3       | 3       | 173     | 93,01   | 89      | 0       | 2       |
| Glenn Maxwell  | Australien | 3       | 3       | 167     | 194,18  | 63*     | 0       | 2       |
| Bowling        |            |         |         |         |         |         |         |         |
| Spieler        | Mannschaft | Spiele  | Overs   | Wickets | Average | BBI     | 5W      | 10W     |
| Adam Zampa     | Australien | 3       | 30.0    | 7       | 23,00   | 4/54    | 0       | 0       |
| Josh Hazlewood | Australien | 3       | 29.0    | 6       | 30,00   | 3/55    | 0       | 0       |
| Mohammed Shami | Indien     | 2       | 19.0    | 4       | 33,00   | 3/59    | 0       | 0       |
| Jasprit Bumrah | Indien     | 3       | 29.3    | 4       | 48,75   | 2/43    | 0       | 0       |
| Shardul Thakur | Indien     | 1       | 10.0    | 3       | 17,00   | 3/51    | 0       | 0       |
| Pat Cummins    | Australien | 2       | 18.0    | 3       | 39,66   | 3/67    | 0       | 0       |

### Twenty20s
| Tests            | Tests      | Tests   | Tests   | Tests   | Tests   | Tests   | Tests   | Tests   |
| Batting          | Batting    | Batting | Batting | Batting | Batting | Batting | Batting | Batting |
| Spieler          | Mannschaft | Spiele  | Innings | Runs    | Average | HS      | 100s    | 50s     |
| ---------------- | ---------- | ------- | ------- | ------- | ------- | ------- | ------- | ------- |
| Matthew Wade     | Australien | 3       | 3       | 145     | 48,33   | 80      | 0       | 2       |
| Virat Kohli      | Indien     | 3       | 3       | 134     | 44,66   | 85      | 0       | 1       |
| Steve Smith      | Australien | 3       | 3       | 82      | 27,33   | 46      | 0       | 0       |
| Shikhar Dhawan   | Indien     | 3       | 3       | 81      | 27      | 52      | 0       | 1       |
| KL Rahul         | Indien     | 3       | 3       | 81      | 27      | 51      | 0       | 1       |
| Bowling          |            |         |         |         |         |         |         |         |
| Spieler          | Mannschaft | Spiele  | Overs   | Wickets | Average | BBI     | 5W      | 10W     |
| T Natarajan      | Indien     | 3       | 12.0    | 6       | 13,83   | 3/30    | 0       | 0       |
| Mitchell Swepson | Australien | 3       | 10.0    | 5       | 13,80   | 3/23    | 0       | 0       |
| Yuzvendra Chahal | Indien     | 3       | 12.0    | 4       | 29,25   | 3/25    | 0       | 0       |
| Moises Henriques | Australien | 3       | 5.0     | 3       | 10,33   | 3/22    | 0       | 0       |
| Adam Zampa       | Australien | 3       | 11.0    | 3       | 25,66   | 1/20    | 0       | 0       |

## Auszeichnungen

### Player of the Series
Als Player of the Series wurden der folgende Spieler ausgezeichnet.
| Serie    | Player of the Series |
| -------- | -------------------- |
| Test     | Pat Cummins          |
| ODI      | Steve Smith          |
| Twenty20 | Hardik Pandya        |

### Player of the Match
Als Player of the Match wurden die folgenden Spieler ausgezeichnet.
| Spiel       | Player of the Match |
| ----------- | ------------------- |
| 1. Test     | Tim Paine           |
| 2. Test     | Ajinkya Rahane      |
| 3. Test     | Steve Smith         |
| 4. Test     | Rishabh Pant        |
| 1. ODI      | Steve Smith         |
| 2. ODI      | Steve Smith         |
| 3. ODI      | Hardik Pandya       |
| 1. Twenty20 | Yuzvendra Chahal    |
| 2. Twenty20 | Hardik Pandya       |
| 3. Twenty20 | Mitchell Swepson    |